# Großhabersdorf

Lage

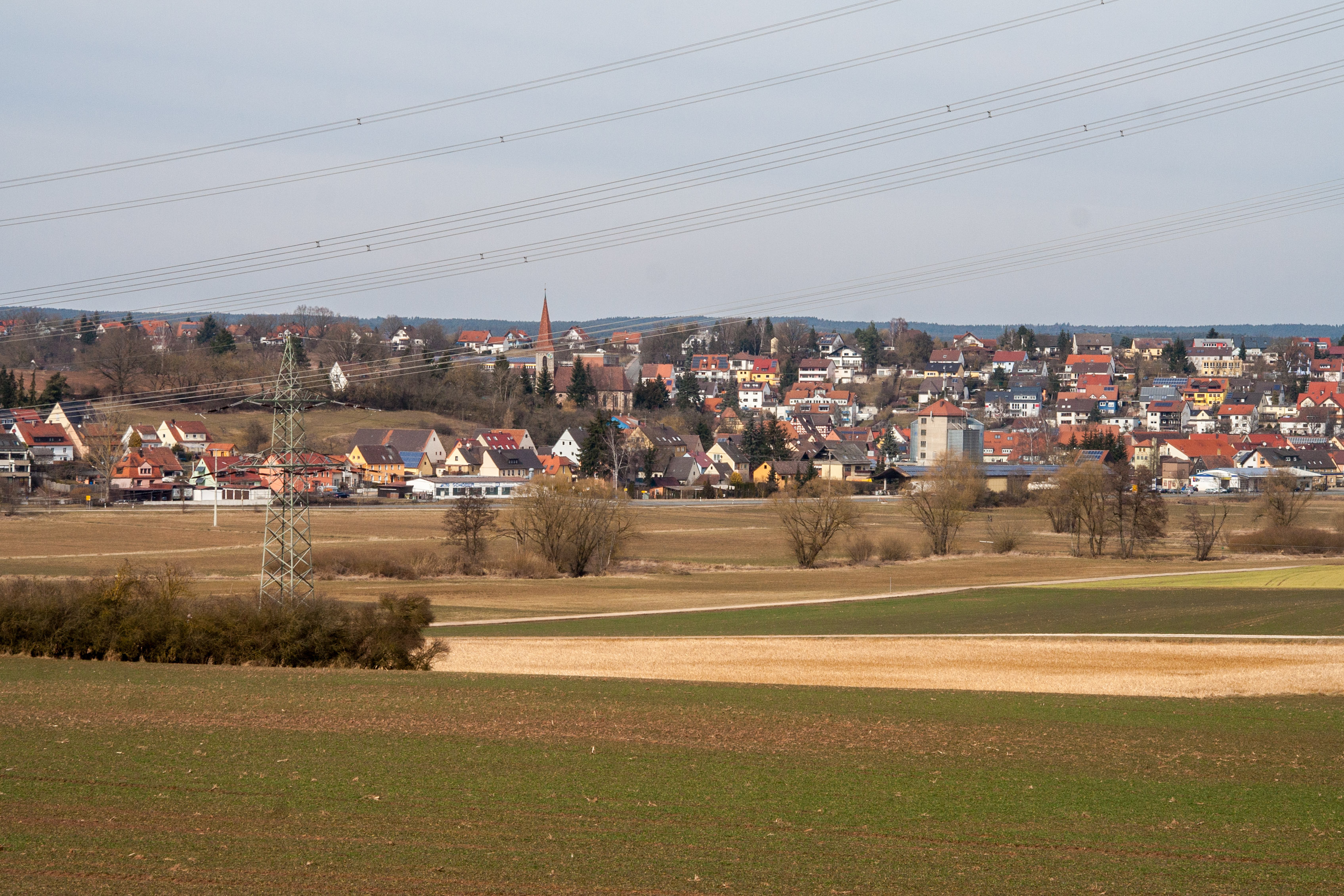
Ortsansicht von Südosten

Großhabersdorf (fränkisch: Hobeaschdoaf) ist eine Gemeinde und deren Hauptort im Landkreis Fürth (Mittelfranken), Bayern.

## Geographie

### Geographische Lage
Großhabersdorf liegt im Rangau etwa 21 km westlich von Nürnberg, 20 km nordöstlich von Ansbach und 44 km östlich von Rothenburg ob der Tauber. Durch den Ort fließt die Bibert, die bei Zirndorf in die Rednitz mündet.

### Nachbargemeinden
| Wilhermsdorf | Langenzenn                                  | Cadolzburg |
| Dietenhofen  | Kompassrose, die auf Nachbargemeinden zeigt | Ammerndorf |
| Heilsbronn   |                                             | Roßtal     |

### Gemeindegliederung
Die Gemeinde hat zwölf Gemeindeteile (in Klammern ist der Siedlungstyp angegeben):
- Bronnenmühle (Einöde)
- Fernabrünst (Dorf)
- Großhabersdorf (Pfarrdorf)
- Hornsegen (Weiler)
- Oberreichenbach (Kirchdorf)
- Schwaighausen (Dorf)
- Stammesmühle (Einöde)
- Unterschlauersbach (Kirchdorf)
- Vincenzenbronn (Kirchdorf)
- Weihersmühle (Weiler)
- Wendsdorf (Dorf)
- Ziegelhütte (Einöde)

Die Einöden Friedrichsmühle und Wendsdorfer Mühle sind keine amtlich benannten Gemeindeteile.
Es gibt auf dem Gemeindegebiet die Gemarkungen Deberndorf (Gemarkungsteil 1), Fernabrünst, Großhabersdorf und Unterschlauersbach.  Die Gemarkung Großhabersdorf hat eine Fläche von 9,822 km². Sie ist in 3013 Flurstücke aufgeteilt, die eine durchschnittliche Fläche von 3259,98 m² haben. In ihr liegen neben dem namensgebenden Ort die Gemeindeteile Schwaighausen, Stammesmühle, Weihersmühle und Ziegelhütte.

## Geschichte
Der Ort wurde in einer Urkunde, die im Zeitraum von 1144 bis 1151 entstand, als „Hadewartesdorf“ erstmals erwähnt, 1479 erstmals mit dem Zusatz „Grossen“ zur Unterscheidung von dem neun Kilometer südwestlich gelegenen Kleinhabersdorf. Das Bestimmungswort des Ortsnamens ist der Personenname Hadewart. Eine Person dieses Namens ist als Gründer der Siedlung anzunehmen.
Während der Zeit der Stammesherzogtümer im Mittelalter lag der Ort im Herzogtum Franken. Im Jahre 1316 ist ein Gericht nachweisbar. Im Dreißigjährigen Krieg wurde das Dorf 1632 von Wallensteins Heer zerstört.
Gegen Ende des 18. Jahrhunderts gab es in Großhabersdorf 56 Anwesen. Das Hochgericht übte das brandenburg-ansbachische Oberamt Cadolzburg aus. Die Dorf- und Gemeindeherrschaft hatte das brandenburg-ansbachische Richteramt Habersdorf. Grundherren waren das Kastenamt Cadolzburg (4 Höfe, 2 Halbhöfe, 25 Güter, 16 Häuser, 1 Mühle, 1 Ziegelhütte), die Kirche Großhabersdorf (1 Hof), das Gotteshaus und Heiligenstiftung Zautendorf (2 Halbhöfe), das St.-Klara-Klosteramt der Reichsstadt Nürnberg (1 Hof, 1 Häuslein), der Nürnberger Eigenherr von Haller (1 Viertelhof) und das Rittergut Rügland (1 Gütlein).
Die Bayerische Uraufnahme zeigt Großhabersdorf in den 1810er Jahren als ein Kirchdorf mit 68 Anwesen und einem Gottesacker.
1792 fiel Großhabersdorf an Preußen und dann 1806 an das Königreich Bayern. Von 1797 bis 1808 unterstand der Ort dem Justiz- und Kammeramt Cadolzburg. Im Rahmen des Gemeindeedikts wurde 1808 der Steuerdistrikt Großhabersdorf gebildet, zu dem Schwaighausen, Stammesmühle, Weihersmühle und Ziegelhütte gehörten. Im selben Jahr entstand die Ruralgemeinde Großhabersdorf, die deckungsgleich mit dem Steuerdistrikt war. Sie war in Verwaltung und Gerichtsbarkeit dem Landgericht Cadolzburg zugeordnet und in der Finanzverwaltung dem Rentamt Cadolzburg (1919 in Finanzamt Cadolzburg umbenannt). Ab 1862 gehörte Großhabersdorf zum Bezirksamt Fürth (1939 in Landkreis Fürth umbenannt). Die Gerichtsbarkeit blieb beim Landgericht Cadolzburg (1879 in Amtsgericht Cadolzburg umbenannt), seit 1931 ist das Amtsgericht Fürth zuständig. Die Finanzverwaltung wurde am 1. Januar 1929 vom Finanzamt Fürth übernommen. Die Gemeinde hatte 1964 eine Gebietsfläche von 9,837 km².
In der Zeit des Nationalsozialismus bestand dort bis zum Ende des Zweiten Weltkrieges nordwestlich des Ortes der Flugplatz Unterschlauersbach.

### Eingemeindungen
Im Zuge der Gebietsreform in Bayern wurde am 1. Juli 1971 Unterschlauersbach eingemeindet. Fernabrünst sowie Gebietsteile der Gemeinde Deberndorf kamen am 1. Januar 1972 hinzu.

### Einwohnerentwicklung
Gemeinde Großhabersdorf
| Jahr      | 1818   | 1840   | 1852   | 1861   | 1867   | 1871   | 1875   | 1880   | 1885   | 1890   | 1895   | 1900   | 1905   | 1910   | 1919   | 1925   | 1933   | 1939   | 1946   | 1950   | 1961   | 1970   | 1987   | 2007   | 2011   | 2016   | 2019 | 2021 | 2022 | 2023 | 2024 |
| Einwohner | 536    | 679    | 755    | 799    | 878    | 867    | 903    | 904    | 942    | 900    | 899    | 852    | 887    | 881    | 863    | 963    | 1000   | 1051   | 1428   | 1531   | 1865   | 2172   | 3429   | 4301   | 4053   | 4132   | 4243 | 4357 | 4465 | 4404 | 4269 |
| Häuser    | 84     | 97     |        |        |        | 125    |        |        | 159    | 154    |        | 156    |        |        |        | 166    |        |        |        | 216    | 349    |        | 891    |        |        | 1199   |      |      |      |      |      |
| Quelle    | [ 17 ] | [ 18 ] | [ 19 ] | [ 20 ] | [ 21 ] | [ 22 ] | [ 23 ] | [ 24 ] | [ 25 ] | [ 26 ] | [ 19 ] | [ 27 ] | [ 19 ] | [ 28 ] | [ 19 ] | [ 29 ] | [ 19 ] | [ 19 ] | [ 19 ] | [ 30 ] | [ 14 ] | [ 31 ] | [ 32 ] | [ 33 ] | [ 33 ] | [ 33 ] |      |      |      |      |      |

Ort Großhabersdorf
| Jahr      | 001818 | 001840 | 001861 | 001871 | 001885 | 001900 | 001925 | 001950 | 001961 | 001970 | 001987 | 002022 |
| Einwohner | 419    | 562    | *700   | 752    | 811    | 740    | 847    | 1392   | 1726   | 2032   | *2267  | 3194   |
| Häuser    | 65     | 79     |        |        | 136    | 132    | 145    | 183    | 322    |        | *578   |        |
| Quelle    | [ 17 ] | [ 18 ] | [ 20 ] | [ 22 ] | [ 25 ] | [ 27 ] | [ 29 ] | [ 30 ] | [ 14 ] | [ 31 ] | [ 32 ] | [ 34 ] |

## Politik

### Verwaltungsgemeinschaft
Bis zur Auflösung im Jahr 1998 bildete Großhabersdorf mit Ammerndorf die Verwaltungsgemeinschaft Großhabersdorf.

### Gemeinderat
Der Gemeinderat von Großhabersdorf hat 16 Mitglieder.
|      | CSU | SPD | Grüne | FW | Gesamt   |
| 2002 | 6   | 5   | 1     | 4  | 16 Sitze |
| 2008 | 5   | 4   | 2     | 5  | 16 Sitze |
| 2014 | 6   | 3   | 2     | 5  | 16 Sitze |
| 2020 | 6   | 3   | 3     | 4  | 16 Sitze |

### Bürgermeister
Am 29. März 2020 setzte sich Thomas Zehmeister (CSU) als Erster Bürgermeister in der Stichwahl gegen den vorherigen Amtsinhaber Friedrich Biegel (Freie Wähler) mit 55,28 % durch. Zur Kommunalwahl 2020 kandidierte außerdem der Kandidat der SPD Ralf Süßbrich.
Bisherige Bürgermeister Großhabersdorfs seit dem Zweiten Weltkrieg:
Georg Nickel,          27.01.1946 - 20.05.1958
Georg Roth,            13.07.1958 - 30.04.1978
Georg Lang,            01.05.1978 - 30.04.2002
Lothar Birkfeld,        01.05.2002 - 30.04.2008
Friedrich Biegel,      01.05.2008 - 30.04.2020
Thomas Zehmeister, seit 01.05.2020

### Wappen
| Wappen von Großhabersdorf | Blasonierung: „Gespalten; vorne geviert von Silber und Schwarz, hinten in Grün eine Garbe aus fünf goldenen Ähren.“ |
| Wappen von Großhabersdorf | Wappenbegründung: Die Ähren stehen redend für den Ortsnamen. Die silber-schwarze Vierung weist auf die Markgrafen von Ansbach hin, die seit dem frühen 15. Jahrhundert die Ortsherrschaft ausübten. Das bayerische Innenministerium genehmigte 1954 das Wappen. Es leitet sich von einem Siegel aus dem 15. Jahrhundert ab. |

### Partnergemeinden
- Frankreich: Aixe-sur-Vienne, seit 1982
- Polen: Święciechowa, seit 1994
- Kroatien: Malinska, seit 22. Mai 2010

## Kultur, Bildung und Sehenswürdigkeiten

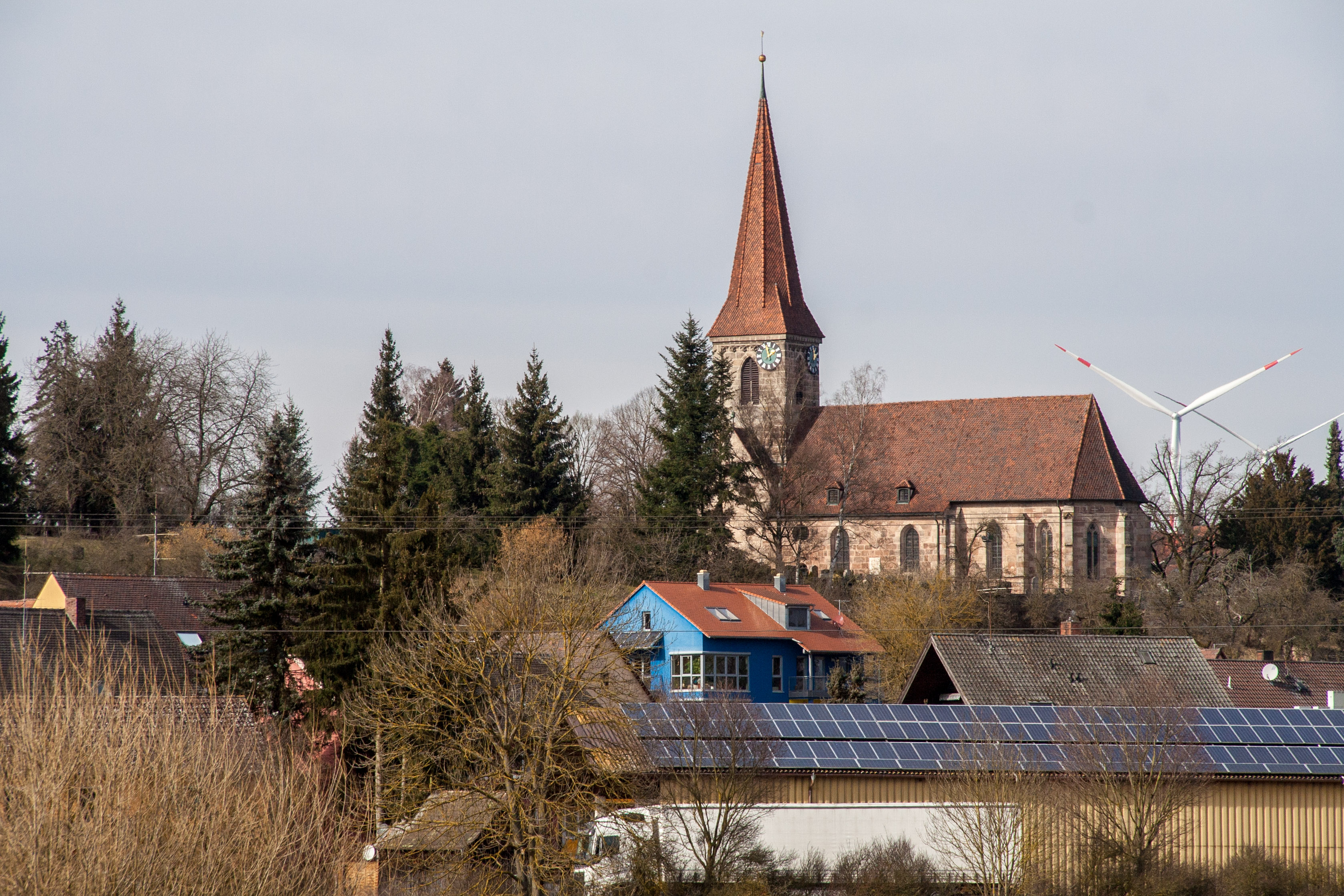
St. Walburg

- Evangelisch-lutherische Pfarrkirche St. Walburg
- Diverse Wohn- und Bauernhäuser
- Pfarrhaus
- Gasthaus Zum Roten Roß
- Grundschule Großhabersdorf

## Sport
SV Großhabersdorf e. V. – der mitgliederstärkste Verein der Gemeinde für die Sportarten – Fußball, Karate, Tennis, Tischtennis, Gymnastik, Dart und Laufen
Seit 1995 findet der Bibertlauf statt. Er ist eine Veranstaltung der Lauffreunde des SV Großhabersdorf e. V., bei der viele Laufbegeisterte des Landkreises und darüber hinaus teilnehmen
Ab 1977 fand bis etwa zur Jahrhundertwende jährlich die DMV Biberttal Rallye Großhabersdorf statt.

## Verkehr
Die Staatsstraße 2246 verläuft über Kehlmünz und Kleinhaslach nach Bruckberg (8,2 km südwestlich). Die Staatsstraße 2245 führt über Vincenzenbronn nach Ammerndorf (4,9 km nordöstlich) bzw. nach Unterschlauersbach (2,4 km nordwestlich). Die Kreisstraße FÜ 20 verläuft nach Fernabrünst (2,8 km südöstlich). Eine Gemeindeverbindungsstraße verläuft nach Hornsegen (2,6 km nördlich).
In der ersten Hälfte der 1880er Jahre wurde mit der Verbindung Heilsbronn–Großhabersdorf–Cadolzburg eine Postbuslinien von der Nürnberg-Crailsheimer-Bahn durch das Biberttal eingerichtet. Diese verlor ihre Bedeutung durch die Eröffnung der Bahnstrecke Nürnberg-Stein–Unternbibert-Rügland am 22. Mai 1914. Nach der Einstellung des Verkehrs auf dem Abschnitt Großhabersdorf–Rügland–Unternbibert am 26. September 1971 war Großhabersdorf bis zur Stilllegung 1986 Endbahnhof.
Am 26. September 1986 wurde der Verkehr auf der verbliebenen Strecke zum Bahnhof Nürnberg–Stein eingestellt und durch Busse ersetzt. Zum Schuljahresbeginn 1992 wurde die aus Dietenhofen kommende Schulbuslinie zur Staatlichen Realschule in Heilsbronn und dem Laurentius-Schulzentrum Neuendettelsau der Diakonie in eine Buslinie des OVF umgewandelt. 1996 kam eine dritte Buslinie zum Roßtaler Bahnhof hinzu, die Werktags stündlich verkehrt.
Die Gemeindeteile Oberreichenbach und Hornsegen werden durch eine Buslinie eines Privatunternehmens insbesondere im Schülerverkehr über die Nachbargemeinde Cadolzburg nach Fürth angebunden.
Abends und am Wochenende verkehrt ein Anrufsammeltaxi zum Bahnhof in Roßtal.
In Wochenendnächten gibt es mit der VAG-Nightliner-Linie N7 eine Direktverbindung nach Nürnberg.
Durch Großhabersdorf führt der Fernwanderweg Deutschherrenweg.

## Persönlichkeiten
- Max Endres (* 3. April 1860 in Großhabersdorf; † 9. November 1940 in München), Forstwissenschaftler und Rektor der Ludwig-Maximilians-Universität München
- Dietrich Sommerschuh (* 7. April 1935; † 2. Mai 2022 in Nürnberg), Ehrenbürger der Gemeinde Großhabersdorf, Altlandrat des Landkreises Fürth, Träger des Bundesverdienstkreuzes